# Ray Nazarro
Ray Nazarro est un réalisateur, scénariste et producteur américain né le 25 septembre 1902 à Boston dans le Massachusetts, et mort le 8 septembre 1986 en Californie.

## Filmographie

### comme réalisateur
- 1929 : In and Out
- 1930 : Darktown Follies (+ scénariste)
- 1932 : Runt Page
- 1935 : Roaring Roads
- 1945 : Outlaws of the Rockies (en)
- 1945 : Song of the Prairie
- 1945 : Texas Panhandle
- 1946 : Roaring Rangers (it)
- 1946 : Throw a Saddle on a Star
- 1946 : Gunning for Vengeance (it)
- 1946 : Galloping Thunder (it)
- 1946 : That Texas Jamboree
- 1946 : Two-Fisted Stranger (it)
- 1946 : Laugh Jubilee (+ scénariste)
- 1946 : The Desert Horseman (it)
- 1946 : Cowboy Blues
- 1946 : Heading West (it)
- 1946 : Singing on the Trail
- 1946 : Terror Trail (it)
- 1946 : Lone Star Moonlight
- 1947 : Over the Santa Fe Trail
- 1947 : The Lone Hand Texan
- 1947 : West of Dodge City
- 1947 : Law of the Canyon
- 1947 : Buckaroo from Powder River
- 1947 : Last Days of Boot Hill
- 1947 : Rose of Santa Rosa
- 1948 : Six-Gun Law (it)
- 1948 : Phantom Valley
- 1948 : Song of Idaho
- 1948 : West of Sonora (it)
- 1948 : Blazing Across the Pecos (it)
- 1948 : Trail to Laredo (it)
- 1948 : Singin' Spurs
- 1948 : El Dorado Pass (it)
- 1948 : Quick on the Trigger (it)
- 1948 : Smoky Mountain Melody
- 1949 : Challenge of the Range (it)
- 1949 : Home in San Antone
- 1949 : Arkansas Swing
- 1949 : Laramie
- 1949 : The Blazing Trail (it)
- 1949 : South of Death Valley (it)
- 1949 : Bandits of El Dorado (it)
- 1949 : Renegades of the Sage
- 1950 : Trail of the Rustlers (it)
- 1950 : The Palomino
- 1950 : Outcasts of Black Mesa (it)
- 1950 : Texas Dynamo (it)
- 1950 : Hoedown
- 1950 : David Harding, Counterspy
- 1950 : Streets of Ghost Town (it)
- 1950 : The Tougher They Come
- 1950 : Frontier Outpost (it)
- 1951 : The Range Rider (série TV)
- 1951 : Al Jennings of Oklahoma (it)
- 1951 : Flame of Stamboul
- 1951 : Fort Savage Raiders
- 1951 : China Corsair
- 1951 : Cyclone Fury
- 1951 : The Kid from Amarillo (it)
- 1952 : Les Derniers Jours de la nation Apache (en) (titre original Indian Uprising)
- 1952 : Laramie Mountains (it)
- 1952 : Montana Territory
- 1952 : The Rough, Tough West (it)
- 1952 : Cripple Creek (en)
- 1952 : Junction City (it)
- 1953 : Kansas Pacific
- 1953 : The Bandits of Corsica
- 1953 : Tempête sur le Texas (en) (Gun Belt)
- 1954 : Les Aventures d'Ellery Queen (The Adventures of Ellery Queen) (série TV)
- 1954 : Southwest Passage
- 1954 : The Lone Gun
- 1954 : The Black Dakotas (en)
- 1955 : Top Gun
- 1956 : The White Squaw
- 1957 : The Phantom Stagecoach
- 1957 : The Hired Gun (en)
- 1957 : Domino Kid
- 1958 : Return to Warbow
- 1958 : Apache Territory (en)
- 1964 : La Môme aux dollars